# NGC 5132
NGC 5132 ist eine 13,2 mag helle Linsenförmige Galaxie vom Hubble-Typ SB0/a im Sternbild Jungfrau auf der Ekliptik. Sie ist schätzungsweise 326 Millionen Lichtjahre von der Milchstraße entfernt und hat einen Durchmesser von etwa 125.000 Lj.
Im selben Himmelsareal befinden sich u. a. die Galaxien NGC 5115, NGC 5129, NGC 5136, NGC 5137.
Das Objekt wurde am 8. April 1866 von Heinrich Louis d’Arrest entdeckt.